# Tanaoceridae
Tanaoceridae es una familia de insectos de la superfamilia monotípica Tanaoceroidea del suborden Caelifera. Se les suele denominar saltamontes longicornios del desierto.

## Géneros
Tanaoceridae esta organizada en dos géneros:
- Mohavacris Rehn, 1948
- Tanaocerus Bruner, 1906

## Distribución
Habitan en el oeste de México y el suroeste de Estados Unidos.